# Марк Ветурий Крас Цикурин
Марк Ветурий Крас Цикурин (на латински: Marcus Veturius Crassus Cicurinus) e римски политик през началото на 4 век пр.н.е. Произлиза от патрицииската фамилия Ветурии.
През 399 пр.н.е. Марк Ветурий е консулски военен трибун заедно с още пет колеги: Гней Дуилий Лонг, Гней Генуций Авгурин, Луций Атилий Приск, Марк Помпоний Руф и Волеро Публилий Филон.